# Ангели в моєму волоссі
«Ангели в моєму волоссі» (англ. Angels in My Hair) — автобіографічна книга, написана ірландською письменницею Лорною Бірн (Lorna Byrne) про її зв'язок з духовними істотами, такими як ангели, душі померлих людей, Бог. Книга написана в Ірландії і опублікована в 2008 році видавництвом Random House. Книга переведена на 21 мов, видана в 47 країнах. По всьому світу було продано понад півмільйона примірників книги.
«Ангели в моєму волоссі» стала бестселером Sunday Times, посівши перше місце в Ірландії протягом 21 тижня і зібрала в основному позитивні відгуки. Мішель Станістріт (Michelle Stanistreet) з Sunday Express писав: «Лорна — надзвичайна людина, незалежно від того чи є реальними її ангели чи ні.» The Times у вересні 2010 року назвав Бірн її відповідальною за значне збільшення числа людей у Великій Британії, які вірять у ангелів — з 29% до 46% .
У 2012 році російське видавництво «Ексмо» видало книгу під назвою «Ченнелинг с ангелами. Как почувствовать божественню помощь и защиту» тиражем 3 тыс. 